# Diplonevra brevicosta
Diplonevra brevicosta är en tvåvingeart som beskrevs av Borgmeier 1969. Diplonevra brevicosta ingår i släktet Diplonevra och familjen puckelflugor. Inga underarter finns listade i Catalogue of Life.